# Mantas Panovas
Mantas Panovas (20 de agosto de 1989) es un deportista lituano que compitió en golbol. Ganó una medalla de oro en los Juegos Paralímpicos de Río de Janeiro 2016.

## Palmarés internacional
| Juegos Paralímpicos | Juegos Paralímpicos     | Juegos Paralímpicos | Juegos Paralímpicos |
| Año                 | Lugar                   | Medalla             | Competición         |
| ------------------- | ----------------------- | ------------------- | ------------------- |
| 2016                | Río de Janeiro (Brasil) | Medalla de oro      | Torneo masculino    |